# Sankt Matteus kyrka, Skövde
Sankt Matteus kyrka är en kyrkobyggnad som sedan 2014 tillhör Skövde församling (tidigare Ryds församling) i Skara stift. Den ligger i stadsdelen Södra Ryd i centralorten i Skövde kommun.

## Kyrkobyggnaden
Kyrkan är en vandringskyrka av så kallad Törebodatyp, ritad av Rolf Bergh. Kyrkorummet är sammanbyggt med församlingshemmet. Planen är kvadratisk med ett eternittäckt tälttak och sammanhängande fönsterrader med uppglasade hörn. Taket bärs upp av fyra limträbalkar. Koret är placerat i ena hörnet och bänkarna vinklade mot detta.

## Inventarier
- Medeltida dopfuntscuppa och liljesten som härstammar från Ryds kyrkoruin.
- Som huvudinstrument används en digitalorgel.